# Karolingiske møntsystem
Det karolingiske møntsystem (også kaldet den karolingiske møntordning) er et tredelt møntsystem, der blev indført af Karl den Store i slutningen af det 8. århundrede og på forskellig vis anvendtes i store dele af Europa i adskillige århundreder, i Storbritannien lige indtil 1971. Det bestod af tre møntenheder med forskellige navne på de forskellige sprog, men svarende til de latinske betegnelser libra (pund), solidus (skilling) og denarius (penning), hvor 1 libra = 20 solidi = 240 denari. Efter forkortelserne afledt af latin ( l ibra, s olidus, d enarius) blev systemet også kaldt lsd-systemet, i Storbritannien skrevet som"£sd-systemet", udtalt som "pounds, shillings and pence" eller "ell-ess-DEE".
Møntreformen gennemført af kejser Karl omkring 793/794 var blandt andet af afgørende betydning for de middelalderlige monetære systemer i Tyskland og påvirkede i det hele taget de europæiske møntvæsener i flere århundreder. Fordi guld næsten kun kunne skaffes gennem langdistancehandel, mens der omvendt var en del sølvforekomster i Europa nord for Alperne, indførte Karl en ren sølvvaluta. Møntens grundvægt blev et pund, hvorfra 240 pfennig kunne slås. Det karolingiske pund vejede ca. 408 gram.
Penninge og den modsvarende enhed i andre lande var den vigtigste mønt i middelalderen. Pundet var allerede en vægtenhed og blev med dette system også en valutaenhed. Ligesom skilling blev pundet ikke udmøntet i lang tid, men kun brugt som en regneenhed. En skilling var nøjagtig 12 penninge værd.

## Historie og udbredelse
Møntsystemet i Romerriget var oprindelig baseret på kobbermønten as (senere lavet af bronze) og multipler af denne som eksempelvis denarius = 10 as, quinarius = 5 as, sestercius = 2½ as osv. Sølvmønten denarius var således i en periode ret udbredt. I løbet af kejserrigets sidste århundreder blev der lavet talrige ændringer i møntsystemet. Kejser Diocletian indførte således guldmønten solidus, som han satte lig 1000 denarer. Kejser Konstantin den Store indførte en ændret solidus med en værdi svarende til 72 solidus lig et pund (libra) rent guld. Talrige andre indførelser af nye mønter og ændringer i deres værdi gjorde, at der i rigets sidste tid og de efterfølgende århundreder (folkevandringstiden) var en forvirrende mængde af forskellige mønter og tilhørende måle- og vægtsystemer i omløb.
Karl den Store satte en stopper for denne forvirring ved at indføre et nyt enhedssystem. Han definerede det karolingiske pund (libra) som en ny vægtenhed, der var væsentligt større end det gamle romerske pund på 328,9 g. Karl den Store indførte en ny sølvmønt med navnet denarius, hvoraf der gik 240 på et pund rent sølv. En denar indeholdt dermed 1,7 g sølv. For at lette håndteringen af monetære beregninger indførte han desuden beregningsenheden solidus, så 1 solidus = 12 denari. Dermed begyndte det karakteristiske tredelte beregningssystem (L.1 = 20s. = 240d.).
Det nye møntsystem blev indført i hele det karolingiske frankerrige, der på det tidspunkt strakte sig over det moderne Frankrig, Benelux og det meste af Tyskland og Italien. Det nye møntvæsen spredte sig også til nogle af nabolandene. Sidst i det 8. århundrede indførte kong Offa af Mercia således systemet på de britiske øer for at lette transaktionerne med den katolske kirke, ikke mindst betalingen af afgiften Peterspenge. I England havde det nye møntvæsen dog længe konkurrence fra vikingernes møntsystem, der var indført i Danelagen og byggede på afregning i mark. Selvom £sd i sidste ende kom til at dominere i England, fortsatte systemet med mark at blive anvendt i Nordsøregionen og områder med Hanseatisk indflydelse i det meste af Middelalderen.
Det nye tredelte system kom til at dominere i det meste af Europa. På fransk blev det kendt som livre, sous og denier, på italiensk som lira, soldo og denaro, på tysk som Pfund, Schilling og Pfennig og på engelsk som pound, shilling og penny. Det engelske ord pound kommer fra det latinske udtryk libra pondo 'et pund vægt'. På den iberiske halvø indførte kongeriget Aragonien det karolingiske tredelte system, gengivet på katalansk som lliura, sou og diners,mens kongerigerne Portugal og Castilien (og derpå Spanien) beholdt møntsystemet arvet fra al-Andalus, hvor den fremherskende mønt var maravedien med diverse multipla og underinddelinger.
I den tidlige middelalder blev kun denaren præget og sendt i omløb som en egentlig mønt, mens libra og solidus kun var beregningsenheder. Så længe denarens sølvindhold blev opretholdt konstant, kunne ethvert pengebeløb findes ved at tælle mønter i stedet for at veje sølv eller guld. Men den gradvise udtømning af de europæiske sølvminer i det 11. århundrede førte til knaphed på sølv og gjorde det vanskeligt at opretholde lødigheden af mønten. Vedvarende udhuling af mønternes værdi førte fra 1200-tallet til udmøntningen af større mønter. Det førte også til, at det blev almindeligt at anføre møntens oprindelse i kontrakter og regnskaber. En denier parisis udmøntet i Paris indeholdt eksempelvis mere rent sølv end den tilsvarende denier tournois udmøntet i Tours.
Af hensyn til større handler begyndte man også at slå guldmønter i Europa omkring på samme tidspunkt. Det skete først i de italienske republikker i midten af det 13. århundrede i form af floriner og dukater og i andre riger i det 14. århundrede, eksempelvis ecu d'or" i Frankrig og den engelske nobel. Den franske franc, indført i 1360, var den første mønt noget sted, der netop havde en værdi af 1 pund. I England blev den engelske sovereign fra 1489 var den første engelske 1-pund-mønt.
Det tredelte pund-system eksisterede som valutasystem i det meste af Vesteuropa i næsten 1000 år indtil decimaliseringerne i 1700- og 1800-tallet. USA var et af de første lande, der afskaffede det tredelte system og indførte et møntvæsen baseret på decimalsystemet i 1792, 10 år efter uafhængigheden af Storbritannien. I Europa begyndte decimaliseringen af møntvæsenet (såvel som af vægte og andre mål) i revolutionstidens Frankrig med den berømte lov fra 1795 ("Loi du 18 germinal an III", 7. april 1795), der erstattede møntsystemet fra l'Ancien régime med et system, hvor 1 franc = 10 decimes = 100 centimes. I midten af 1800-tallet havde det meste af Kontinentaleuropa decimaliseret, så Storbritannien var det eneste større land, der fortsat opretholdt det tredelte pundsystem. Derfra blev det udbredt i de fleste Commonwealth-lande. I Storbritannien og Irland varede systemet ved indtil de britiske og irske decimaliseringer i 1971. Nigeria forlod som det sidste land i verden det gamle tredelte system 1. januar 1973.
Den dag i dag er det karolingiske møntsystem fortsat officielt grundlaget for Malteserordenens valuta. Da ordenen ikke længere har sit eget nationale territorium, har valutaen imidlertid ikke længere nogen reel betydning.

## Betegnelser på forskellige sprog
Systemet findes på flere sprog:
| Tysk :      | 240 Pfennig   | = | 20 Schilling   | = | 1 Pfund |
| Fransk :    | 240 deniers   | = | 20 sols (sous) | = | 1 livre |
| Engelsk :   | 240 pence     | = | 20 shilling    | = | 1 pound |
| Latin :     | 240 denarer * | = | 20 solidi      | = | 1 libra |
| Italiensk : | 240 denar *   | = | 20 Soldi       | = | 1 lira  |

- Flertal af denarius (denar)